# Kabinett Yukio Hatoyama
Das Kabinett Hatoyama regierte Japan von der Wahl Yukio Hatoyamas zum Premierminister am 16. September 2009 bis zum 8. Juni 2010, ab dem Rücktritt am 4. Juni 2010 geschäftsführend.
Bei der entscheidenden Abstimmung im Shūgiin, dem Unterhaus, erhielt Hatoyama 327 Stimmen, im Sangiin, dem Oberhaus, 124 Stimmen. Hatoyamas Demokratische Partei (Minshutō, DPJ) hatte zuvor am 30. August 2009 die Shūgiin-Wahl 2009 in einem Erdrutschsieg für sich entschieden.
Das Kabinett wurde am 16. September in der Kantei vorgestellt, anschließend folgte die formale Ernennung durch den Tennō. Dem Koalitionskabinett aus Demokratischer Partei, Sozialdemokratischer Partei (SDP) und Neuer Volkspartei gehörten bei Amtsantritt einschließlich des Premierministers 14 Staatsminister aus dem Shūgiin und vier aus dem Sangiin an. Die SDP verließ die Koalition Ende Mai 2010. Kurz darauf kündigte Yukio Hatoyama seinen Rücktritt an. Am 4. Juni 2010 trat das Kabinett Hatoyama vor der Wahl eines Nachfolgers als Premierminister geschlossen zurück. Der Rücktritt wurde erst bei der formalen Ernennung des nachfolgenden Kabinetts Kan durch den Tennō wirksam.
Von LDP-Politikern wurde das Kabinett wegen des großen Einflusses des ehemaligen DPJ-Vorsitzenden Ichirō Ozawa mit dem Spottnamen „Kabinett Ohato“ (小鳩内閣, Ohato naikaku) bedacht. Die Bezeichnung greift einen ähnlichen Namen für das erste Kabinett Nakasone auf, das nach dem einflussreichen Ex-Premier Kakuei Tanaka „Kabinett Tanakasone“ genannt wurde.

## Staatsminister
| Amt | Name                              | Bild               | Kammer  | Fraktion         | Faktion(en)        |
| --- | --------------------------------- | ------------------ | ------- | ---------------- | ------------------ |
| Premierminister | Yukio Hatoyama                    | Yukio Hatoyama     | Shūgiin | DPJ              | (Hatoyama)         |
| Erster designierter Staatsminister gemäß Art. 9 des Kabinettsgesetzes (Stellvertretender Premierminister) Staatsminister für Wirtschafts- und Finanzpolitik | Naoto Kan                         | Naoto Kan          | Shūgiin | DPJ              | Kan                |
| Staatsminister, die ein Ministerium leiten |                                   |                    |         |                  |                    |
| Minister für Innere Angelegenheiten und Kommunikation Staatsminister zur „Beförderung der Souveränität der Regionen“ (chiiki shuken suishin)                | Kazuhiro Haraguchi                | Kazuhiro Haraguchi | Shūgiin | DPJ              | Hata               |
| Justizministerin | Keiko Chiba                       | Keiko Chiba        | Sangiin | DPJ              | Yokomichi          |
| Außenminister | Katsuya Okada                     | Katsuya Okada      | Shūgiin | DPJ              | —                  |
| Finanzminister | Hirohisa Fujii                    | Hirohisa Fujii     | Shūgiin | DPJ              | Ozawa              |
| Finanzminister | Naoto Kan ab 7. Januar 2010       | Naoto Kan          | Shūgiin | DPJ              | Kan                |
| Minister für Bildung, Kultur, Sport, Wissenschaft und Technologie                                                                                           | Tatsuo Kawabata                   | Tatsuo Kawabata    | Shūgiin | DPJ              | Kawabata           |
| Minister für Gesundheit, Arbeit und Soziales zuständig für Rentenreform                                                                                     | Akira Nagatsuma                   | Akira Nagatsuma    | Shūgiin | DPJ              | —                  |
| Minister für Landwirtschaft, Forsten und Fischerei | Hirotaka Akamatsu                 | Hirotaka Akamatsu  | Shūgiin | DPJ              | Yokomichi          |
| Minister für Wirtschaft, Handel und Industrie | Masayuki Naoshima                 | Masayuki Naoshima  | Sangiin | DPJ              | Kawabata, Hatoyama |
| Minister für Land, Infrastruktur und Transport Staatsminister für Angelegenheiten von Okinawa und der Nördlichen Territorien, Katastrophenschutz            | Seiji Maehara                     | Seiji Maehara      | Shūgiin | DPJ              | Maehara            |
| Umweltminister | Sakihito Ozawa                    | Sakahito Ozawa     | Shūgiin | DPJ              | Hatoyama           |
| Verteidigungsminister | Toshimi Kitazawa                  | Toshimi Kitazawa   | Sangiin | DPJ              | Hata               |
| Chefkabinettssekretär |                                   |                    |         |                  |                    |
| Chefkabinettssekretär | Hirofumi Hirano                   | Hirofumi Hirano    | Shūgiin | DPJ              | Hatoyama           |
| Staatsminister ohne Ministerium |                                   |                    |         |                  |                    |
| Vorsitzender der Nationalen Kommission für Öffentliche Sicherheit zuständig für die Entführungsfrage                                                        | Hiroshi Nakai                     | Hiroshi Nakai      | Shūgiin | DPJ              | Ozawa, Kawabata    |
| Staatsminister für den Finanzsektor zuständig für Reform des Postwesens                                                                                     | Shizuka Kamei                     | Shizuka Kamei      | Shūgiin | Neue Volkspartei | —                  |
| Staatsminister für Verbraucher und Lebensmittelsicherheit, Bekämpfung des Geburtenrückgangs, Geschlechtergleichstellung                                     | Mizuho Fukushima bis 28. Mai 2010 | Mizuho Fukushima   | Sangiin | SDP              | —                  |
| Staatsminister für Verbraucher und Lebensmittelsicherheit, Bekämpfung des Geburtenrückgangs, Geschlechtergleichstellung                                     | Hirofumi Hirano                   | Hirofumi Hirano    | Shūgiin | DPJ              | Hatoyama           |
| Staatsminister zur „Erneuerung der Verwaltung“ (gyōsei sasshin)                                                                                             | Yoshito Sengoku                   | Yoshito Sengoku    | Shūgiin | DPJ              | Maehara            |
| Staatsminister zur „Erneuerung der Verwaltung“ (gyōsei sasshin)                                                                                             | Yukio Edano ab 10. Februar 2010   | Yukio Edano        | Shūgiin | DPJ              |                    |
| Staatsminister für „Nationale Strategie“ (kokka senryaku) zuständig für Reform des Beamtentums                                                              | Naoto Kan                         | Naoto Kan          | Shūgiin | DPJ              | Kan                |
| Staatsminister für „Nationale Strategie“ (kokka senryaku) zuständig für Reform des Beamtentums                                                              | Yoshito Sengoku ab 7. Januar 2010 | Yoshito Sengoku    | Shūgiin | DPJ              | Maehara            |
| Staatsminister für Wissenschaft & Technologie | Naoto Kan                         | Naoto Kan          | Shūgiin | DPJ              | Kan                |
| Staatsminister für Wissenschaft & Technologie | Tatsuo Kawabata ab 7. Januar 2010 | Tatsuo Kawabata    | Shūgiin | DPJ              | Kawabata           |

Anmerkung: Der Premierminister gehört während seiner Amtszeit offiziell keiner Faktion an.
Als mögliche Vertreter des Premierministers nach Artikel 9 des Kabinettsgesetzes wurden designiert:
1. Naoto Kan,
2. Hirofumi Hirano,
3. Hiroshi Nakai,
4. Hirohisa Fujii und
5. Keiko Chiba.[3]

## Staatssekretäre
Gleichzeitig mit der Amtszeit der Staatsminister begann die Amtszeit der stellvertretenden Chefkabinettssekretäre, des Leiters des Legislativbüros des Kabinetts sowie der Sonderberater des Premierministers; die Staatssekretäre (fuku-daijin, „Vizeminister“, engl. Senior Vice Minister) und die parlamentarischen Staatssekretäre (daijin seimukan, engl. Parliamentary Secretary) traten ihre Positionen am 18. September 2009 an.
| Amt | Name                                  | Kammer                               | Fraktion                             | Faktion(en)                          |
| Kabinettssekretariat, Legislativbüro                                                                              | Kabinettssekretariat, Legislativbüro  | Kabinettssekretariat, Legislativbüro | Kabinettssekretariat, Legislativbüro | Kabinettssekretariat, Legislativbüro |
| --- | ------------------------------------- | ------------------------------------ | ------------------------------------ | ------------------------------------ |
| Stellvertretende Chefkabinettssekretäre                                                                           | Yorihisa Matsuno                      | Shūgiin                              | DPJ                                  | Hatoyama                             |
| Stellvertretende Chefkabinettssekretäre                                                                           | Kōji Matsui                           | Sangiin                              | DPJ                                  | Maehara                              |
| Stellvertretende Chefkabinettssekretäre                                                                           | Kin’ya Takino                         | —                                    | —                                    | —                                    |
| Leiter des Legislativbüros des Kabinetts                                                                          | Reiichi Miyazaki bis 15. Januar 2010  | —                                    | —                                    | —                                    |
| Leiter des Legislativbüros des Kabinetts                                                                          | Shin’ichirō Kajita ab 15. Januar 2010 | —                                    | —                                    | —                                    |
| Sonderberater des Premierministers                                                                                |                                       |                                      |                                      |                                      |
| Sonderberater für KMU-Politik, Aktivierung der Regionen                                                           | Yoshikatsu Nakayama                   | Shūgiin                              | DPJ                                  | Hatoyama                             |
| Sonderberater zur Belebung ländlicher Gebiete                                                                     | Katsuya Ogawa                         | Sangiin                              | DPJ                                  | Hatoyama                             |
| Sonderberater für Nationale Strategie seit 23. Oktober 2009                                                       | Satoshi Arai                          | Shūgiin                              | DPJ                                  | Kan                                  |
| Sonderberater zur Aktivierung und für die Souveränität der Regionen, regionale Verwaltungen seit 4. Dezember 2009 | Seiji Ōsaka                           | Shūgiin                              | DPJ                                  | Kan                                  |
| Staatssekretäre („Vizeminister“)                                                                                  |                                       |                                      |                                      |                                      |
| Kabinettsbüro | Atsushi Ōshima                        | Shūgiin                              | DPJ                                  | Hatoyama                             |
| Kabinettsbüro | Motohisa Furukawa                     | Shūgiin                              | DPJ                                  | Maehara                              |
| Kabinettsbüro | Kōhei Ōtsuka                          | Sangiin                              | DPJ                                  | —                                    |
| Innere Angelegenheiten und Kommunikation                                                                          | Shū Watanabe                          | Shūgiin                              | DPJ                                  | Maehara                              |
| Innere Angelegenheiten und Kommunikation                                                                          | Masamitsu Naitō                       | Sangiin                              | DPJ                                  | Kan                                  |
| Justiz | Kōichi Katō                           | Shūgiin                              | DPJ                                  | Kan                                  |
| Auswärtige Angelegenheiten                                                                                        | Kōichi Takemasa                       | Shūgiin                              | DPJ                                  | Noda, Ozawa                          |
| Auswärtige Angelegenheiten                                                                                        | Tetsurō Fukuyama                      | Sangiin                              | DPJ                                  | Maehara                              |
| Finanzen | Yoshihiko Noda                        | Shūgiin                              | DPJ                                  | Noda                                 |
| Finanzen | Naoki Minezaki                        | Sangiin                              | DPJ                                  | Yokomichi                            |
| Bildung, Kultur, Sport, Wissenschaft und Technologie                                                              | Masaharu Nakagawa                     | Shūgiin                              | DPJ                                  | Hata                                 |
| Bildung, Kultur, Sport, Wissenschaft und Technologie                                                              | Kan Suzuki                            | Sangiin                              | DPJ                                  | Maehara, Hatoyama                    |
| Arbeit, Gesundheit und Soziales                                                                                   | Ritsuo Hosokawa                       | Shūgiin                              | DPJ                                  | Kan                                  |
| Arbeit, Gesundheit und Soziales                                                                                   | Hiroyuki Nagahama                     | Sangiin                              | DPJ                                  | Noda                                 |
| Landwirtschaft, Forsten und Fischerei                                                                             | Masahiko Yamada                       | Shūgiin                              | DPJ                                  | Ozawa                                |
| Landwirtschaft, Forsten und Fischerei                                                                             | Akira Gunji                           | Sangiin                              | DPJ                                  | Yokomichi                            |
| Wirtschaft, Handel und Industrie                                                                                  | Tadahiro Matsushita                   | Shūgiin                              | Neue Volkspartei                     | —                                    |
| Wirtschaft, Handel und Industrie                                                                                  | Teruhiko Mashiko                      | Sangiin                              | DPJ                                  | Hata                                 |
| Land, Infrastruktur und Verkehr                                                                                   | Kiyomi Tsujimoto bis 31. Mai 2010     | Shūgiin                              | SDP                                  | —                                    |
| Land, Infrastruktur und Verkehr                                                                                   | Sumio Mabuchi                         | Shūgiin                              | DPJ                                  | —                                    |
| Umwelt | Issei Tajima                          | Shūgiin                              | DPJ                                  | Maehara                              |
| Verteidigung | Kazuya Shimba                         | Sangiin                              | DPJ                                  | Hatoyama                             |
| Parlamentarische Staatssekretäre („Parlamentarische Sekretäre“)                                                   |                                       |                                      |                                      |                                      |
| Kabinettsbüro | Kenta Izumi                           | Shūgiin                              | DPJ                                  | Maehara                              |
| Kabinettsbüro | Kenji Tamura                          | Shūgiin                              | DPJ                                  | Kan                                  |
| Kabinettsbüro | Keisuke Tsumura                       | Shūgiin                              | DPJ                                  | Kan, Maehara                         |
| Innere Angelegenheiten und Kommunikation                                                                          | Jun’ya Ogawa                          | Shūgiin                              | DPJ                                  | Maehara                              |
| Innere Angelegenheiten und Kommunikation                                                                          | Takeshi Shina                         | Shūgiin                              | DPJ                                  | Ozawa                                |
| Innere Angelegenheiten und Kommunikation                                                                          | Kensei Hasegawa                       | Sangiin                              | Neue Volkspartei                     | —                                    |
| Justiz | Tetsuji Nakamura                      | Sangiin                              | DPJ                                  | Maehara                              |
| Auswärtige Angelegenheiten                                                                                        | Shūji Kira                            | Shūgiin                              | DPJ                                  | Ozawa                                |
| Auswärtige Angelegenheiten                                                                                        | Chinami Nishimura                     | Shūgiin                              | DPJ                                  | Kan                                  |
| Finanzen | Hiroshi Ōgushi                        | Shūgiin                              | DPJ                                  | —                                    |
| Finanzen | Shin’ichirō Furumoto                  | Shūgiin                              | DPJ                                  | Kawabata                             |
| Bildung, Kultur, Sport, Wissenschaft und Technologie                                                              | Hitoshi Gotō                          | Shūgiin                              | DPJ                                  | Hata                                 |
| Bildung, Kultur, Sport, Wissenschaft und Technologie                                                              | Miho Takai                            | Shūgiin                              | DPJ                                  | Maehara, Noda                        |
| Arbeit, Gesundheit und Soziales                                                                                   | Kazunori Yamai                        | Shūgiin                              | DPJ                                  | Maehara                              |
| Arbeit, Gesundheit und Soziales                                                                                   | Shin’ya Adachi                        | Sangiin                              | DPJ                                  | —                                    |
| Landwirtschaft, Forsten und Fischerei                                                                             | Takahiro Sasaki                       | Shūgiin                              | DPJ                                  | Yokomichi                            |
| Landwirtschaft, Forsten und Fischerei                                                                             | Yasue Funayama                        | Sangiin                              | DPJ                                  | Kan                                  |
| Wirtschaft, Handel und Industrie                                                                                  | Yōsuke Kondō                          | Shūgiin                              | DPJ                                  | Noda, Maehara                        |
| Wirtschaft, Handel und Industrie                                                                                  | Chiaki Takahashi                      | Sangiin                              | DPJ                                  | Hatoyama                             |
| Land, Infrastruktur und Verkehr                                                                                   | Takashi Nagayasu                      | Shūgiin                              | DPJ                                  | Maehara                              |
| Land, Infrastruktur und Verkehr                                                                                   | Taizō Mikazuki                        | Shūgiin                              | DPJ                                  | Kawabata                             |
| Land, Infrastruktur und Verkehr                                                                                   | Yūji Fujimoto                         | Sangiin                              | DPJ                                  | Noda                                 |
| Umwelt | Nobumori Ōtani                        | Shūgiin                              | DPJ                                  | —                                    |
| Verteidigung | Daizō Kusuda                          | Shūgiin                              | DPJ                                  | Hata, Noda                           |
| Verteidigung | Akihisa Nagashima                     | Shūgiin                              | DPJ                                  | Noda, Kan                            |

## Rücktritte, Entlassung
- Finanzminister Fujii trat am 6. Januar 2010 aus gesundheitlichen Gründen zurück.
- Der Leiter des Legislativbüros Reiichi Miyazaki trat am 15. Januar 2010 zurück.
- Staatsministerin Fukushima wurde wegen der Opposition ihrer Partei zum Verbleib der Marine Corps Air Station Futenma in Okinawa am 28. Mai 2010 entlassen.
- Im Zuge des Rückzugs der SDP aus dem Kabinett trat Vizeministerin Tsujimoto am 31. Mai 2010 zurück.
- Kurz nach dem Auszug der SDP aus der Koalition erklärte Premierminister Hatoyama am 2. Juni 2010 seinen Rücktritt. Das Kabinett trat am 4. Juni 2010 geschlossen zurück.